# Tambja abdere
La especie de babosa marina (Tambja abdere), es un molusco bentónico familia Polyceridae1. También conocido como dórido viscoso, esta especie se alimenta de briozoos del género Sessibugula2.

## Clasificación y descripción
Esta especie es de color ocre obscuro cubierto por un patrón irregular de colores azul turquesa o verde, con una línea delgada de color negro entre ambos colores. La branquia es de color lila con el extremo apical de color más obscuro. Los rinóforos son morados con las puntas más obscuras2. Llega a medir hasta 80 mm. La especie Tambja fusca, descrita también por Farmer en la misma revista, es considerada como un sinónimo de T. abdere1,2.

## Distribución
La especie Tambja abdere se distribuye en la costa Pacífica de América central, desde el Golfo de California,  en la Bahía Magdalena, Baja California en México hasta Costa Rica2.

## Ambiente
Habita en arrecifes de coral2.

## Estado de Conservación
Hasta el momento en México no se encuentra en ninguna categoría de protección, ni en la Lista Roja de la IUCN (International Union for Conservation of Nature).